# Seututie 375
Pour les articles homonymes, voir Route 375.
La route régionale 375 (finnois : Seututie 375) est une route régionale allant de Sippola à Kouvola jusqu'à Kaipiainen à Kouvola en Finlande,,.

## Présentation
La seututie 375 est une route régionale de la Vallée de la Kymi.